# Marinekorps

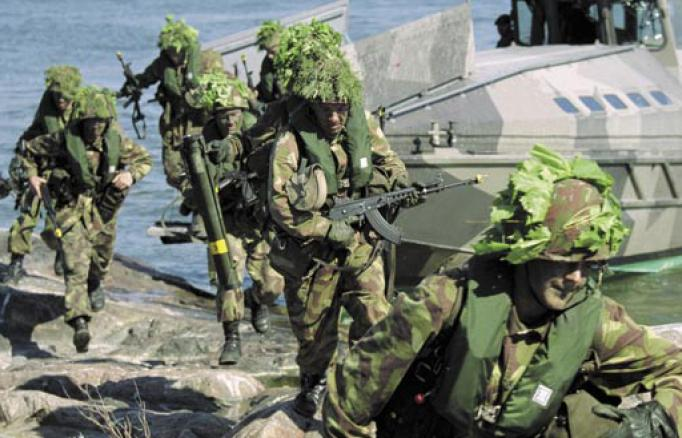
Leden van het Finse marinekorps.

Een marinekorps (in sommige landen marine-infanterie genoemd) is een eenheid van de marine, dat zich heeft gespecialiseerd in amfibische aanvallen, met gebruik van infanterie, gepantserde voertuigen, vliegtuigen en watervoertuigen. De rol van het korps verschilt per land. Het grootste marinekorps is het United States Marine Corps van de Verenigde Staten. In Nederland bestaat het Korps Mariniers.